# Usina Gustavo Richard
A Usina de Geração de Energia Gustavo Richard, também conhecida por outros nomes como Usina Gustavo Richard, Usina Sertão do Maruim ou Usina Maruim, é uma usina hidrelétrica brasileira localizada no Rio Maruim, no bairro Colônia Santana, em São José. Ativada em 1910, é a segunda usina mais antiga de Santa Catarina.
Foi por décadas a principal fonte de abastecimento de energia elétrica de São José, da vizinha Biguaçu e da capital do estado, Florianópolis. O conjunto da usina foi tombado como patrimônio histórico, cultural e natural em nível municipal em 2005.
Após o surgimento de novas fontes de energia, em especial o Complexo Termoelétrico Jorge Lacerda, a importância da usina diminuiu, mas seguiu produzindo energia até sua desativação em 1972. Por cerca de cinco décadas, os prédios da Usina Maruim permaneceram abandonados e se deterioraram com o tempo. Uma reforma iniciada em 2023 e conduzida pela Celesc, gestora da usina desde os anos 1960, restaurou o patrimônio e reativou a usina como uma Central Geradora Hidrelétrica, reabrindo as portas em 2024.

## História

### Criação
Durante uma escala em Florianópolis, o engenheiro argentino Miguel Vila Real Vela, que ia até o Peru instalando com sua equipe linhas de telégrafo, foi procurado pelo governador de Santa Catarina, Gustavo Richard, sobre a possibilidade de trazer energia elétrica para a capital catarinense. O engenheiro, após terminar seu trabalho, retorna para conduzir o empreendimento. 
O governador concedeu autorização para a construção da Usina em 1907. Para tal, o rio Maruim foi o selecionado para receber a barragem que iria abastecer a região. O projeto foi supervisionado pelo engenheiro Vila Real Vela e realizado pela empresa luso-inglesa Simmonds e Saldanha, com os equipamentos para a construção sendo trazidos da Inglaterra.
A obra foi concluída em 25 de setembro de 1910, levando o nome do governador que a idealizou. Foi a segunda usina do estado, sendo concluída dois anos depois da Usina do Piraí, em Joinville.

### Anos de uso
Com 620 kW de capacidade instalada, a ativação da usina em 1910 também significou a chegada da eletricidade a São José, Biguaçu e Florianópolis - nesta, através de cabos submarinos, visto que não haviam ainda as pontes atuais que ligam ilha e continente.
O seu primeiro administrador, José João Kowalsky, construiu uma casa para si em 1922, que passou a fazer parte do conjunto arquitetônico. A usina funcionava todos os dias, exceto nas manhãs de domingo, domingos pela manhã, quando se fazia a limpeza e desobstrução das comportas da barragem e a manutenção das turbinas.
A empresa Simmonds & Williamson fica com a gestão da usina e da distribuição da energia para as cidades. Em 1924, a empresa, que desde 1918 operava sob o nome Companhia de Luz e Força, transfere suas atribuições de distribuição para a Bayton e Cia., que atua sob o nome de Companhia Tração, Luz e Força de Florianópolis. Cinco anos mais tarde, nova mudança, com a Bonachelli e Cia. assumindo a gestão. Em 1934, o interventor Nereu Ramos rescinde o contrato e transfere os bens e instalações da Bonachelli e Cia. para o estado, incluindo ai a Usina Gustavo Richard. 
Após sua inauguração, a usina se tornou a terceira mais importante do país na geração de energia elétrica, abastecendo Florianópolis, São José e Biguaçu, tendo abastecido as cidades e permitindo a expansão urbana das cidades na primeira metade do século XX. Após alguns anos, surgem novas fontes: o Complexo Termoelétrico Jorge Lacerda, na atual Capivari de Baixo, surge em 1950 e passa a abastecer toda a região e se tornando a principal fonte de energia elétrica de Florianópolis, deixando a Usina Gustavo Richard abastecendo apenas São José e Biguaçu. Alguns anos depois, a Usina Hidrelétrica Garcia, de Angelina, inaugurada em 1960, também passou a suprir a demanda da Grande Florianópolis.
Em 1955, com o surgimento das Centrais Elétricas de Santa Catarina (Celesc) e da Empresa de Luz e Força de Florianópolis S/A (ELFFA), esta última se torna a nova gestora da Usina. Mais tarde, a ELFFA é incorporada a Celesc, que mantém a gestão da usina até hoje.
A usina foi desativada em 14 de setembro de 1972, dada a sua incapacidade de produzir energia na quantidade necessária diante das outras fontes. Foram 62 anos de uso.

### Anos de abandono
Após 1972, moradores da região ocuparam as casas do complexo, passando a criar gado nas proximidades. Durante os anos 1990, tímidas tentativas de dar um destino a usina surgem, como a suposta ideia de transforma-la em um Museu da Eletricidade, do qual, apesar de ter sido veiculada na mídia, existem poucas fontes. Com o passar das décadas, o estado dos prédios da usina se deteriorou, com as peças sendo levadas - apenas um gerador permaneceu no local - a vegetação crescendo sem controle, danos nos telhados e calhas devido a oxidação e uso do prédio por usuários de drogas.
Em 2002, a Celesc tentou realizar uma reforma no complexo da usina, para torna-la um espaço de visitação, mas a ideia acabou não se tornando realidade. Em 2005, a Usina Gustavo Richard ganhou seu primeiro, e até agora único, tombamento, em nível municipal. A Celesc, na época, tentou impugnar o tombamento sob, entre outros motivos, o fato de que a usina poderia voltar a ser funcional. Em resposta, a prefeitura argumentou que a usina poderia ser preservada ao mesmo tempo que poderia voltar a gerar energia.
Em 2013, um estudo aprofundado que envolveu IPHAN e Celesc apontou que uma reativação da usina teria pouco impacto no patrimônio. Entretanto, o foco da Celesc na geração de energia levou a uma reunião com a prefeitura acerca da manutenção do patrimônio em 2016.

### Restauração e reabertura
Após anos do tombamento, a Celesc assinou um contrato com quatro empresas visando a restauração e reativação da usina. Durante os eventos de aniversário de São José em março de 2023, a usina foi aberta a comunidade, marcando a retomada do local e a última visita antes do início das obras. O investimento foi de nove milhões de reais na reforma, que ampliou a geração para 1 MW - com duas turbinas de 500 kW no lugar das que foram perdidas. Foram reaproveitadas as estruturas da barragem, canal de adução e casa de força, que, revitalizada, permite a visitação controlada. 
Após pouco mais de um ano de obras e 52 anos após a desativação, a Usina Gustavo Richard foi oficialmente reaberta no dia 26 de outubro de 2024, passando a ser uma Central Geradora Hidrelétrica (CGH) da Celesc. A empresa afirmou que cerca de duas mil unidades consumidoras podem ser abastecidas pela geração de eletricidade da usina.

## Características
O conjunto arquitetônico da usina é formado pelo prédio da casa de força, onde ficava a geração de energia, a barragem e as calhas que ligam a água do rio para as turbinas e as casas que serviam de administração e alojamento.

### Casa de força
O prédio principal da usina abriga as três turbinas e o painel de controle. O prédio tem base, pilares e arcos em pedra beneficiada, com as vedações de tijolos maciços vermelhos e telhas planas cinzentas, se assemelhando a construções industriais inglesas do período. A fachada principal, onde fica a grande porta de entrada, tem um frontão com um óculo como destaque. A fachada oeste recebe as três grandes calhas que trazem a água para as turbinas. O telhado de duas águas tem uma diferenciação na parte sul, onde fica o painel de controle e outros equipamentos, visando aumentar o pé-direito daquela área.

#### Maquinário
Eram três conjuntos, cada um com uma calha, um transformador e uma turbina, cuja potências eram de 250 cavalos cada. Os três transformadores garantiam a proteção da usina e dos operadores contra faíscas elétricas e raios. Uma turbina original permaneceu e duas novas foram instaladas após a reforma no lugar das que foram levadas durante os anos que a usina ficou abandonada.

### Barragem
O sistemas de barragens e comportas fica no próprio rio. De lá, a água é levada até o prédio da usina por calhas até as turbinas. Segundo a Celesc, o rio tem capacidade de gerar até 1 MW de energia, podendo ser menos em épocas de estiagem, mantendo uma média de 650 kW.